# Atractus nigricaudus
Atractus nigricaudus är en ormart som beskrevs av Schmidt och Walker 1943. Atractus nigricaudus ingår i släktet Atractus och familjen snokar. Inga underarter finns listade.
Arten förekommer i centrala Peru i regionen Junín. Honor lägger ägg.